# لنفوسیت تی تنظیم‌کننده

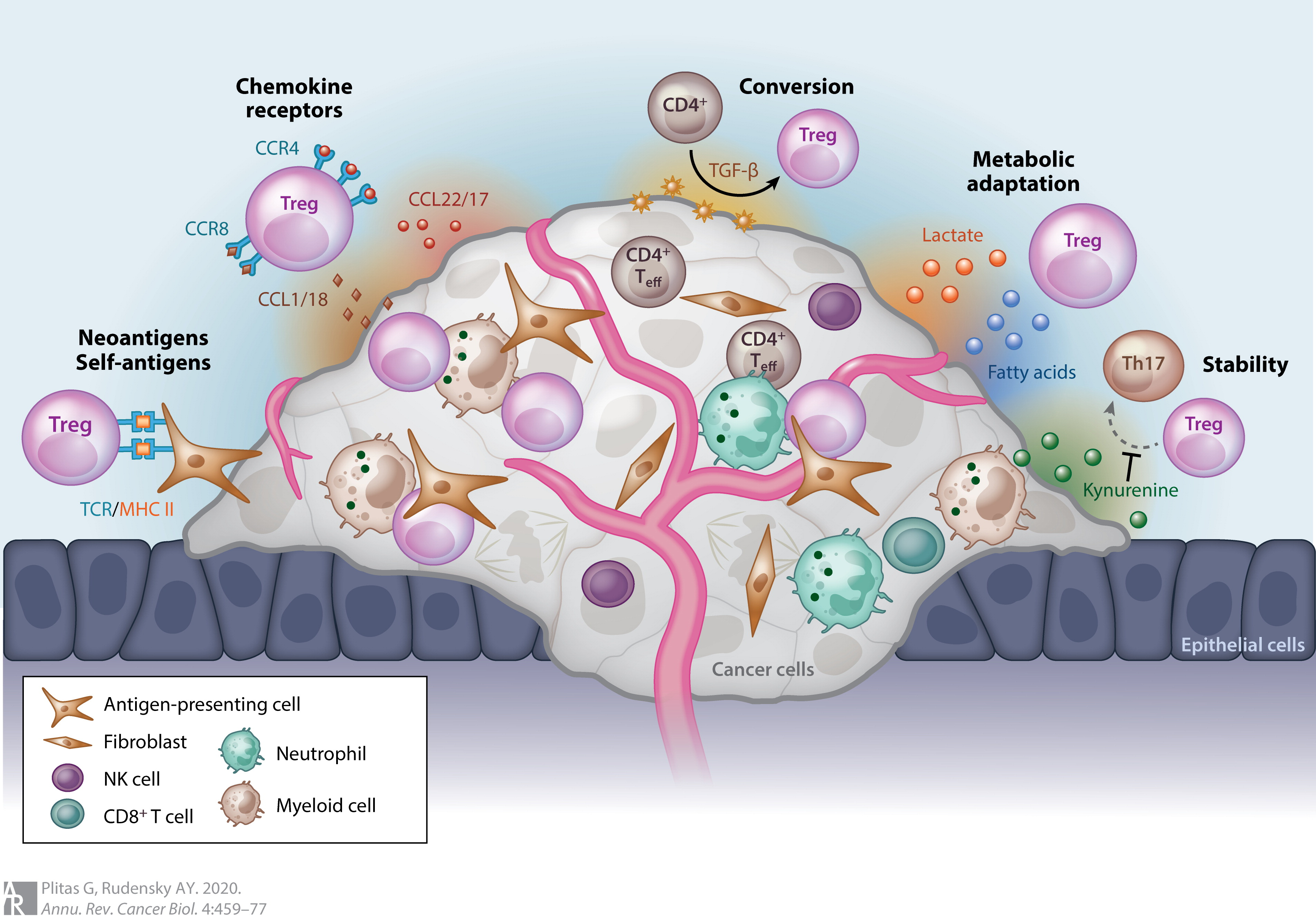

لنفوسیت تی تنظیم‌کننده (انگلیسی: Regulatory T cell) (بنام قبلی لنفوسیت تی مهارکننده) یکی از انواع لنفوسیت تی و نوعی گلبول سفید است که در دستگاه ایمنی بدن نقش دارد. این لنفوسیت نقش مهمی را در کنترل و هدایت دستگاه ایمنی به ویژه در تحمل آنتی ژنهای خودی و بیماریهای خودایمنی ایفا می‌کند. این سلول‌ها به کنترل شدن ومهار سایر سلول‌های ایمنی با آزاد شدن سیتوکین سلول‌های T کمک می‌کنند. آن‌ها همچنین در رد پیوند اندام و سرطان نقش دارند.